# Velo Veronese
Velo Veronese is een gemeente in de Italiaanse provincie Verona (regio Veneto) en telt 792 inwoners (31-12-2004). De oppervlakte bedraagt 19,1 km², de bevolkingsdichtheid is 41 inwoners per km².
De volgende frazioni maken deel uit van de gemeente: Camposilvano.

## Demografie
Velo Veronese telt ongeveer 277 huishoudens. Het aantal inwoners daalde in de periode 1991-2001 met 3,2% volgens cijfers uit de tienjaarlijkse volkstellingen van ISTAT.
| Jaar | Inwoneraantal |
| ---- | ------------- |
| 1991 | 824           |
| 2001 | 798           |

## Geografie
De gemeente ligt op ongeveer 1087 m boven zeeniveau.
Velo Veronese grenst aan de volgende gemeenten: Badia Calavena, Roverè Veronese, San Mauro di Saline, Selva di Progno.